# Arnex-sur-Orbe
Pour les articles homonymes, voir Arnex.
Arnex-sur-Orbe est une commune suisse du canton de Vaud, située dans le district du Jura-Nord vaudois.

## Histoire
Arnex-sur-Orbe est mentionné en 1049 sous le nom d'Arniacum. On y découvrit des vestiges des époques néolithique (abris à la Combettaz et au vallon du Nozon), romaine (nécropole, habitat, route) et médiévale (nécropoles en Tiers Vin et Sur le Motty). En 1049, Adalbert de Grandson donna ses possessions d'Arnex-sur-Orbe au couvent de Romainmôtier, qui les fit administrer par des mayors ; la charge fut détenue du XIIe au XIVe siècle par la famille d'Arnay. En 1252, Conon d'Arnay céda ses biens d'Arnex-sur-Orbe au prieur de Romainmôtier qui les lui remit en fief. Village de la terre (ou seigneurie) de Romainmôtier, Arnex-sur-Orbe fasait partie du bailliage et de la châtellenie de ce nom sous le régime bernois (dès 1536) ; le village était régi par un conseil de douze membres. En 1746, la seigneurie passa à la famille Chaillet de Neuchâtel, qui la vendit en 1788 à Maurice Glayre. Arnex-sur-Orbe faisait ensuite partie du district d'Orbe de 1798 à 2007.
Dès 1228 au moins, Arnex-sur-Orbe formait une paroisse ; le chœur de l'église Saint-Martin date du XIVe siècle. Devenu annexe d'Agiez à la Réforme, Arnex-sur-Orbe fut rattaché à la paroisse d'Orbe-Agiez en 2000. Le village possède une station sur la ligne de chemin de fer Cossonay-Vallorbe-Pontarlier depuis 1870. Une cave coopérative regroupe les vignerons d'Arnex-sur-Orbe, dont la plupart pratiquent aussi l'agriculture. Le remaniement parcellaire du vignoble fut achevé au début des années 1980. L'étang d'Arnex-sur-Orbe, asséché en 1907, fut recréé dans les années 1990 ; sa surface est de 1,5 hectare. La baisse de la population fut enrayée dans les années 1980 à la suite de la construction de l'autoroute à proximité. La commune construisit une salle polyvalente en 1989 et une station d'épuration en 1995.

## Géographie
Arnex-sur-Orbe domine la plaine de l'Orbe à l'ouest.

## Population

### Démographie
Arnex-sur-Orbe compte 20 feux en 1529 puis 284 habitants en 1764, 621 en 1850, 612 en 1900, 540 en 1950, 457 en 1970, 546 en 1990 et 691 au 31 décembre 2022.

### Gentilé et surnom
Les habitants de la commune se nomment les Arnésiens.
Ils sont surnommés les Tue-Poulain. Une légende raconte qu'un garde-forestier aurait pris un poulain qui s'était échappé dans un bois pour un loup et que le poulain fut tué à la suite d'une battue.

## Sports et sociétés locales
- FC Arnex
- Jeunesse d'Arnex
- Chœur d'hommes et chœur mixte
- Paysannes vaudoises

## Monuments
- L'église réformée (ancienne église Saint-Martin) comporte un chœur datant probablement du XVe siècle couvert d'une voûte en arc brisé. Un clocher, construit sur le chœur en 1681, a été remplacé en 1922 par le clocher actuel. Cloche de 1530. Vitraux de 1922 par Charles Clément, et de 1951 par Casimir Reymond[5].
- Maison de maître au nord-est de l'église, avec rural disposé perpendiculairement. Édifice du XVIIe siècle. La façade sud-est du corps de logis est surmontée d'un berceau lambrissé soutenu par des bras de force armoriés et datés de 1668. Tour d'escalier à l'arrière[5].
- Tour d'horloge, probablement du XVIIIe siècle.
- Maison de maître de la seconde moitié du XVIIIe siècle, avec belle porte d'entrée en menuiserie[5].